# Sébastien Huberdeau

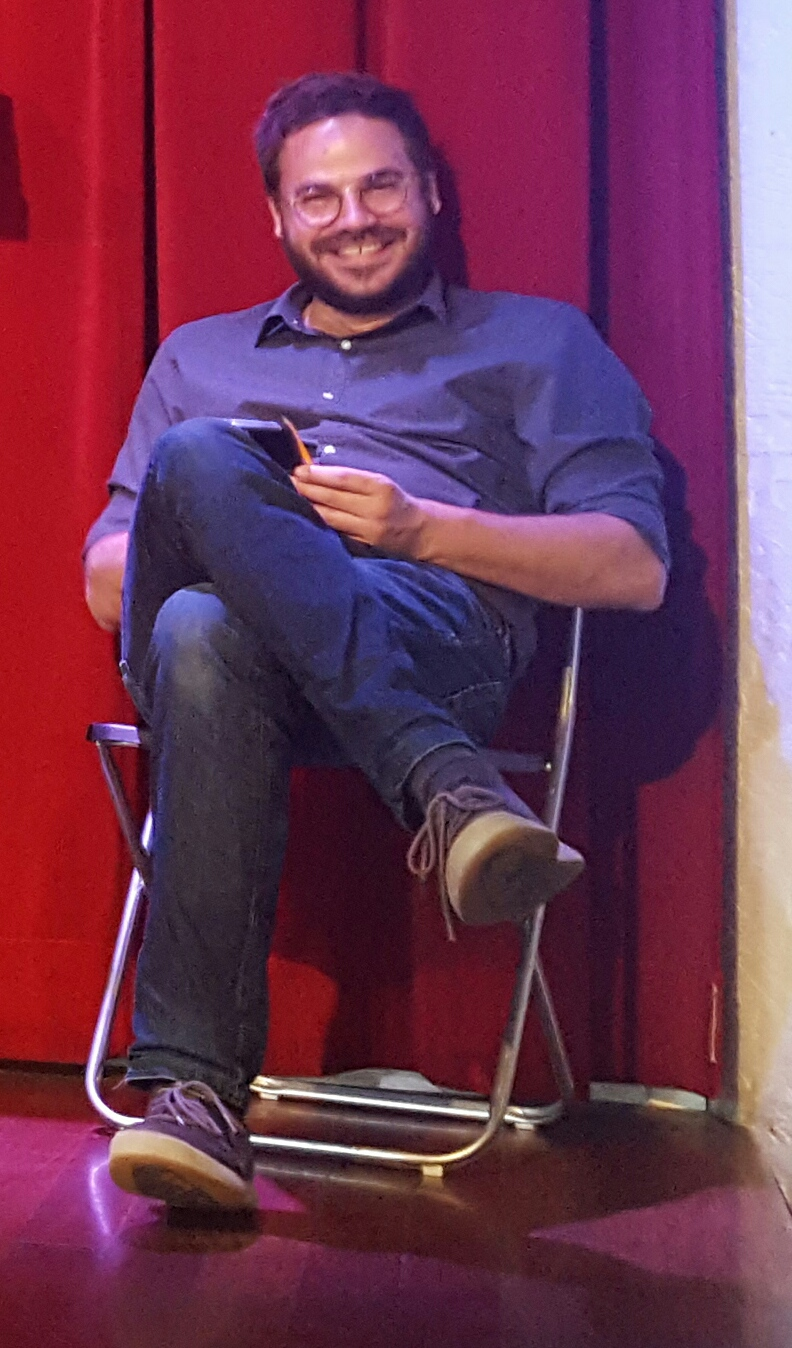
Sébastien Huberdeau (2017)

Sébastien Huberdeau (* 1979 in Montreal, Québec) ist ein kanadischer Schauspieler.

## Leben
Seine Darstellung des Jim in L'île de sable brachte ihm beim Prix Jutra 2000 eine Nominierung in der Kategorie Bester Hauptdarsteller ein.
Unter der Regie von Denis Villeneuve spielte er 2009 im umstrittenen Drama Polytechnique den Studenten Jean-François. Der Vancouver Film Critics Circle nominierte ihn für diese Leistung 2010 beim VFCC Award in der Kategorie Bester Darsteller in einem kanadischen Film. Im Jahr 2012 übernahm er die Hauptrolle des Frédéric Boudreault in der Fernsehserie Tu m'aimes-tu?.

## Filmografie (Auswahl)
- 1999: Souvenirs intimes
- 1999: L'île de sable
- 2002: Yellowknife
- 2003: Die Invasion der Barbaren (Les invasions barbares)
- 2004: Le dernier tunnel
- 2004: Nouvelle-France
- 2006: Histoire de famille
- 2006: La belle bête
- 2006–2007: Nos étés (Fernsehserie, 12 Episoden)
- 2008: Ein Schloss in Schweden (Château en Suède, Fernsehfilm)
- 2009: Polytechnique
- 2009: De père en flic
- 2010: Thelma, Louise et Chantal
- 2010: Tromper le silence
- 2010: Die Nacht der Wölfe (Le poil de la bête)
- 2011: Angle mort
- 2012: Tu m'aimes-tu? (Fernsehserie, 13 Episoden)
- 2015: P wp L'Energie Sombre
- 2015–2016: Mon ex à moi (Fernsehserie, 7 Episoden)
- 2016: Iqaluit
- 2017: Sur-Vie (Fernsehserie, 6 Episoden)
- 2018: Clash (Fernsehserie, 1 Episode)
- 2017–2019: Letterkenny (Fernsehserie, 3 Episoden)
- 2021: Patrick Senécal présente (Fernsehserie, 1 Episode)
- 2021: Crisis

## Theater
- 2012: Thérèse et Pierrette à l’école des Saints-Anges (Théâtre Jean Duceppe)